# Stadion im. Murtaza Churcilawy
Stadion im. Murtaza Churcilawy – stadion piłkarski w Martwili, w Gruzji. Obiekt może pomieścić 2000 widzów. Swoje spotkania rozgrywają na nim piłkarze klubu Merani Martwili.